# 브론코 빌리 앤더슨

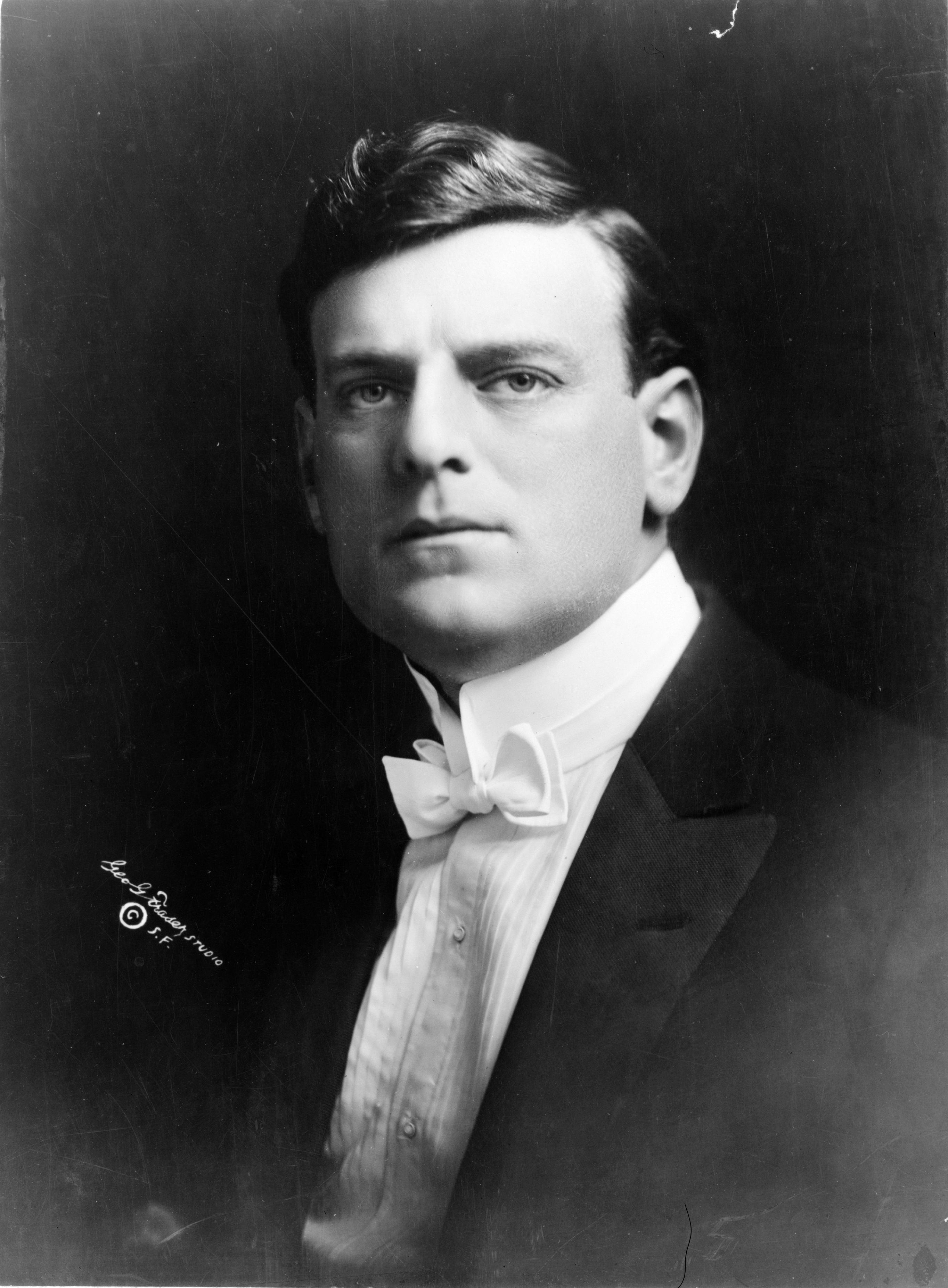

브론코 빌리 앤더슨(Broncho Billy Anderson, 1880년 3월 21일 ~ 1971년 1월 20일)는 미국의 배우, 영화 감독, 각본가, 영화 프로듀서, 연극 배우, 영화배우, 작가, 발명가이다.
리틀록에서 태어났으며 우들랜드힐스에서 사망하였다.

## 영화
- 대열차강도 (1903년)
- 히스 리제너레이션 (1915년)